# Roseline Layo
Roseline Layo, née le 21 décembre 1993 à Man, dans l'ouest de la Côte d'Ivoire, est une auteure-compositrice-interprète ivoirienne. Elle est désignée meilleure artiste révélation de l'année 2023 au Trace Awards. La reine du micro, comme l'appelle affectueusement ses milliers de fans, détient également deux disques d'or en France et en Côte d'Ivoire. 

## Biographie

### Jeunesse et débuts
Roseline Layo est originaire de l’ouest de la Côte d’Ivoire. Elle est de l'ethnie Yacouba. Sa mère est ménagère et son père travaille au Bureau national d'études techniques et de développement (BNETD). Elle arrête l’école en classe de CM2. 
Arrivée à Abidjan, elle débute en tant que couturière. Autodidacte, elle intègre des groupes de musique à l’église et participe, à 23 ans, à l’émission «Star Karaoké» de la télévision publique ivoirienne (RTI) en 2014, où elle accède à la finale et termine à la troisième place. Elle rejoint ensuite l'orchestre exclusivement féminin Bella Mondo.
Roseline Layo décide par la suite de se produire en solo, proposant des prestations dans des clubs, des bars et des restaurants, ce qui lui permet de faire une tournée à Genève et Paris en 2018.

### Carrière
Elle se fait connaitre grâce à son titre «Donnez-nous un peu» en 2021. Après ce premier titre de l'album "Élus de Dieu", la carrière de Roseline Layo décolle la même année.
Le 11 Juin 2023, Roseline Layo reçoit son premier disque d’or à Paris en France, lors d’un concert en hommage à l’artiste Sery Simplice et pour célébrer les 40 ans de carrière de Luckson Padaud. Elle reçoit cette distinction des mains de l’ancien ministre de la Culture, Maurice Bandama,.
Elle sort son premier album de 13 titres, «Élus de Dieu», en 2023. Par la suite, le 9 octobre 2024, son album " Élus de Dieu ", qui s'est vendu à plus de 10 000 CD et a cumulé plus de 25 millions de streams, se voit décerner le Disque d'or ivoirien par l'APRODEM-CI (Association des Producteurs et Éditeurs de Musique de Côte d'Ivoire). Avec cette distinction, elle devient la troisième artiste ivoirienne à recevoir cette certification,.
En 2024, elle publie son titre «Loulou» pour exprimer sa reconnaissance à son époux ,.

## Vie privée
Roseline Layo est marié à Gnahou David, son Manager avec qui elle a trois enfants Brayan, Elishama et la toute dernière Zoé,. Son mariage a eu lieu le 1er octobre 2022 à l'hôtel communal de Cocody,. Elle est chrétienne évangélique.

## Discographie

### Album
- 2022 : Elus de dieu

1. Donnez-nous un peu
2. Kinoué
3. Alloco
4. Awenan Napie
5. C'est la vie
6. Faut parler
7. C'est la même phase

- 2023 : Elus de Dieu (Deluxe)

1. Demain
2. Est-ce que tu peux manger
3. 'Môgô Fariman
4. Joli Garçon
5. Ma Soeur (Foyer)
6. Elotognan
7. Amour Kôyô Kôyô
8. Donnez-nous un peu
9. C'est la vie
10. Awenan Napie
11. Alloco
12. Faut parler
13. Kinoué
14. C'est la même phase

### Single
- 2021: Donnez-nous un peu

- 2022: C'est la même phase
- 2022: kinoue

- 2023: Joli garçon

- 2023: Môgô Fariman
- 2024: Loulou
- 2025: on sera là
- 2025: Zoé

## Distinctions et prix
- 2023: Prix de la meilleure artiste révélation de l'année au Trace Awards 2023[18]
- 2023: Prix du meilleur "hit" avec Môgô Fariman au Primud 2023[19]
- 2023: Prix de la meilleure artiste variété urbaine au Primud 2023[20]
- Disque d’Or:  Album - "Élus de Dieu" décerné par l’APRODEM-CI (Association des Producteurs et Éditeurs de Musique de Côte d’Ivoire)[21]
- Disque d'Or en France[22]
- Primud d'or 2024[23]